# Lijst van voetbalinterlands Duitsland - Sovjet-Unie
Deze lijst van voetbalinterlands is een overzicht van alle officiële voetbalwedstrijden tussen de nationale teams van (West-)Duitsland en de Sovjet-Unie. De landen speelden in totaal dertien keer tegen elkaar. De eerste ontmoeting, een vriendschappelijke wedstrijd, werd gespeeld in Moskou op 21 augustus 1955. Het laatste duel, een groepswedstrijd tijdens het Europees kampioenschap voetbal 1992 (toen de Sovjet Unie deelnam onder de naam Gemenebest van Onafhankelijke Staten), vond plaats op 12 juni 1992 in Norrköping (Zweden)..

## Wedstrijden
| №  | Plaats            | Datum             | Competitie        | Wedstrijd                    | Uitslag |
| -- | ----------------- | ----------------- | ----------------- | ---------------------------- | ------- |
| 1  | Moskou            | 21 augustus 1955  | Vriendschappelijk | Sovjet-Unie – West-Duitsland | 3 – 2   |
| 2  | Hannover          | 15 september 1956 | Vriendschappelijk | West-Duitsland – Sovjet-Unie | 1 – 2   |
| 3  | Liverpool         | 25 juli 1966      | WK 1966           | West-Duitsland – Sovjet-Unie | 2 – 1   |
| 4  | München           | 26 mei 1972       | Vriendschappelijk | West-Duitsland – Sovjet-Unie | 4 – 1   |
| 5  | Brussel           | 18 juni 1972      | EK 1972           | West-Duitsland – Sovjet-Unie | 3 – 0   |
| 6  | Moskou            | 5 september 1973  | Vriendschappelijk | Sovjet-Unie – West-Duitsland | 0 – 1   |
| 7  | Frankfurt am Main | 8 maart 1978      | Vriendschappelijk | West-Duitsland – Sovjet-Unie | 1 – 0   |
| 8  | Tbilisi           | 21 november 1979  | Vriendschappelijk | Sovjet-Unie – West-Duitsland | 1 – 3   |
| 9  | Hannover          | 28 maart 1984     | Vriendschappelijk | West-Duitsland – Sovjet-Unie | 2 – 1   |
| 10 | Moskou            | 28 augustus 1985  | Vriendschappelijk | Sovjet-Unie – West-Duitsland | 1 – 0   |
| 11 | Düsseldorf        | 21 september 1988 | Vriendschappelijk | West-Duitsland – Sovjet-Unie | 1 – 0   |
| 12 | Frankfurt am Main | 27 maart 1991     | Vriendschappelijk | Duitsland – Sovjet-Unie      | 2 – 1   |
| 13 | Norrköping        | 12 juni 1992      | EK 1992           | Duitsland – GOS              | 1 – 1   |

## Samenvatting
| Competitie        | Totaal gespeeld | Winst Duitsland | Gelijk | Winst Sovjet-Unie | Doelsaldo Duitsland – Sovjet-Unie |
| ----------------- | --------------- | --------------- | ------ | ----------------- | --------------------------------- |
| WK-eindronde      | 1               | 1               | 0      | 0                 | 2 − 1                             |
| EK-eindronde      | 2               | 1               | 1      | 0                 | 4 − 1                             |
| Vriendschappelijk | 10              | 7               | 0      | 3                 | 17 − 10                           |
| Totaal            | 13              | 9               | 1      | 3                 | 23 − 12                           |

Wedstrijden bepaald door strafschoppen worden, in lijn met de FIFA, als een gelijkspel gerekend.

## Details

### Negende ontmoeting
| Vriendschappelijk (Hannover, West-Duitsland, 28 maart 1984): |              | |
| West-Duitsland | 2 – 1        | Sovjet-Unie |
| Rudi Völler 8' Andreas Brehme 89' | goals        | 5' Gennadiy Litovchenko |
| Jupp Derwall | bondscoach   | Eduard Malofeyev |
| Harald Schumacher 46' Hans-Günter Bruns Hans-Peter Briegel Karlheinz Förster Matthias Herget Wolfgang Rolff 46' Jürgen Milewski 71' Lothar Matthäus Rudi Völler Norbert Meier Klaus Allofs 76' | opstellingen | Vyacheslav Chanov Viktor Shishkin Vasiliy Zhupikov 20' Nikolai Pavlov Boris Pozdnyakov Andrei Zygmantovich Gennadiy Litovchenko Yuriy Pudyshev Sergei Aleinikov Igor Gurinovich 63' Sergei Stukashov |
| Helmut Roleder 46' Jonny Otten 46' Andreas Brehme 76' Rudolf Bommer 71' | wissels      | 20' Viktor Yanushevskiy 63' Oleg Protasov |
| Norbert Meier ??' | gele kaarten | ??' Vasiliy Zhupikov ??' Nikolai Pavlov ??' Andrei Zygmantovich |
| - Op een na (Vasiliy Zhupikov) alle spelers van de Sovjet-Unie maken hun internationale landendebuut. - Debuut van doelman Helmut Roleder (VfB Stuttgart) voor West-Duitsland.                 |              | |